# Les Deux Auberges
Les Deux Auberges est une des nouvelles des Lettres de mon moulin d'Alphonse Daudet. 

## Publication
Les Deux Auberges est initialement publié dans Le Figaro du 25 août 1869, avant d'être inséré la même année dans la première édition en recueil par Hetzel des Lettres de mon moulin.

## Résumé
De retour de Nîmes, le narrateur fait une halte au relais de Saint-Vincent. Au bourg, deux auberges se font face, de part et d’autre de la route, l'une vive et animée, l'autre morne et abandonnée. L'auteur choisit la seconde, et prend ainsi connaissance de la triste histoire de la tenancière ;  
« Qu’est-ce que vous voulez, monsieur ? Les hommes sont comme ça, ils n’aiment pas voir pleurer ; et moi je pleure toujours depuis la mort des petites… Puis, c’est si triste cette grande baraque où il n’y a jamais personne… Alors, quand il s’ennuie trop, mon pauvre José va boire en face, et comme il a une belle voix, l’Arlésienne le fait chanter. Chut !… le voilà qui recommence. »

## Adaptation
Les Deux Auberges a été enregistré par Fernandel.